# ノワジー＝ル＝セック
ノワジー＝ル＝セック （Noisy-le-Sec）は、フランス、イル＝ド＝フランス地域圏、セーヌ＝サン＝ドニ県の都市。第二次世界大戦中、鉄道中心地であったためレジスタンス活動が最も活発であったとして、戦後にクロワ・ド・ゲール勲章（fr）を自治体として授かった。

## 地理
自動車ではパリから約5km、鉄道を用いパリ東駅からは約9kmの距離である。モントルイユからウルク運河までの緩やかな高台に市街があり、ポルト・ド・パンタンから約4km離れている。ボビニー、ボンディ、モントルイユ、ロマンヴィル、ロニー＝スー＝ボワと接する。

## 由来
ラテン語でクルミを意味するnucetumからnoisyが生まれた。le Secとは、水路がない乾いた土壌であることに触れている。

## 歴史

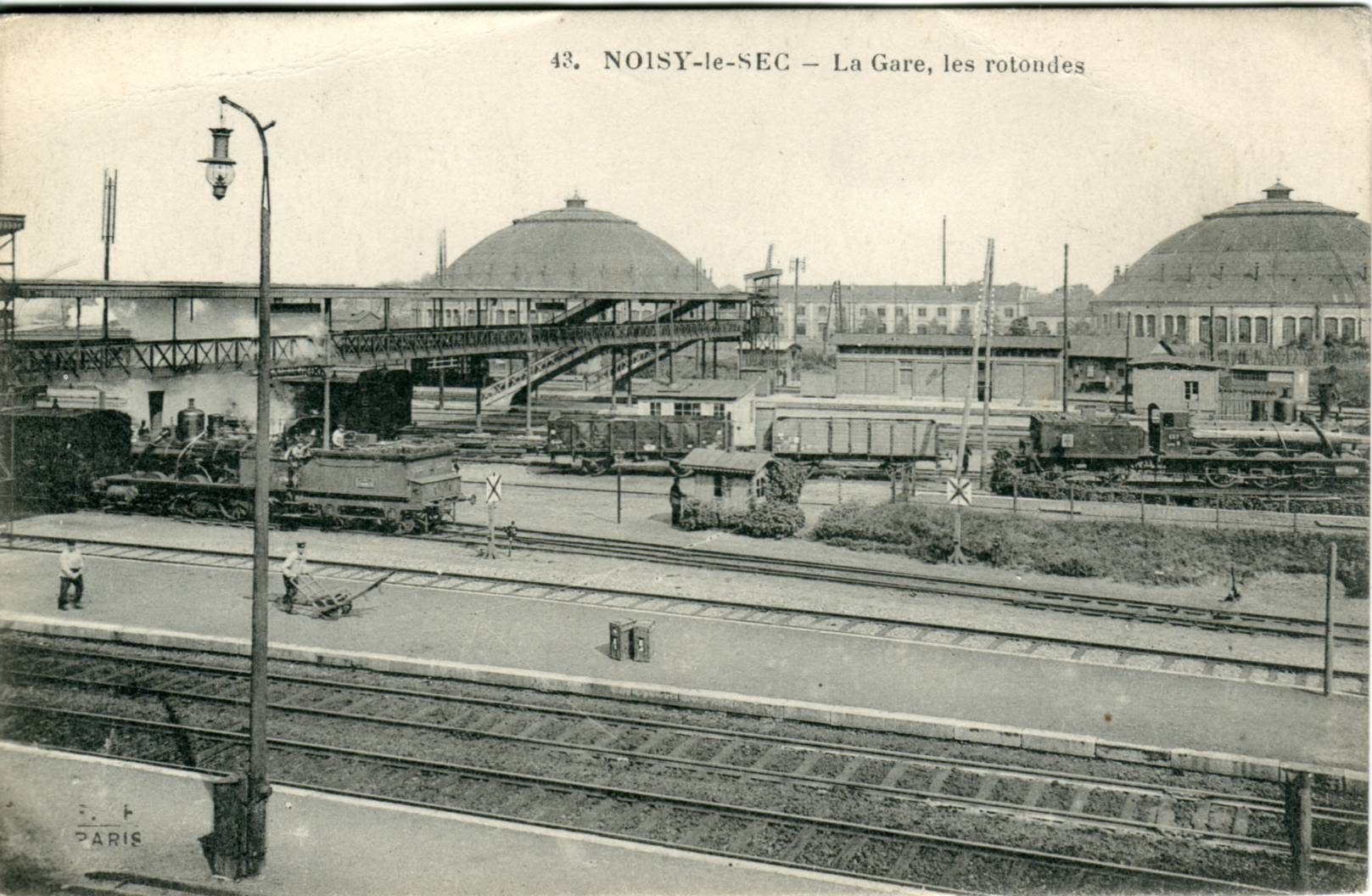
第一次世界大戦中に写されたノワジー＝ル＝セック駅

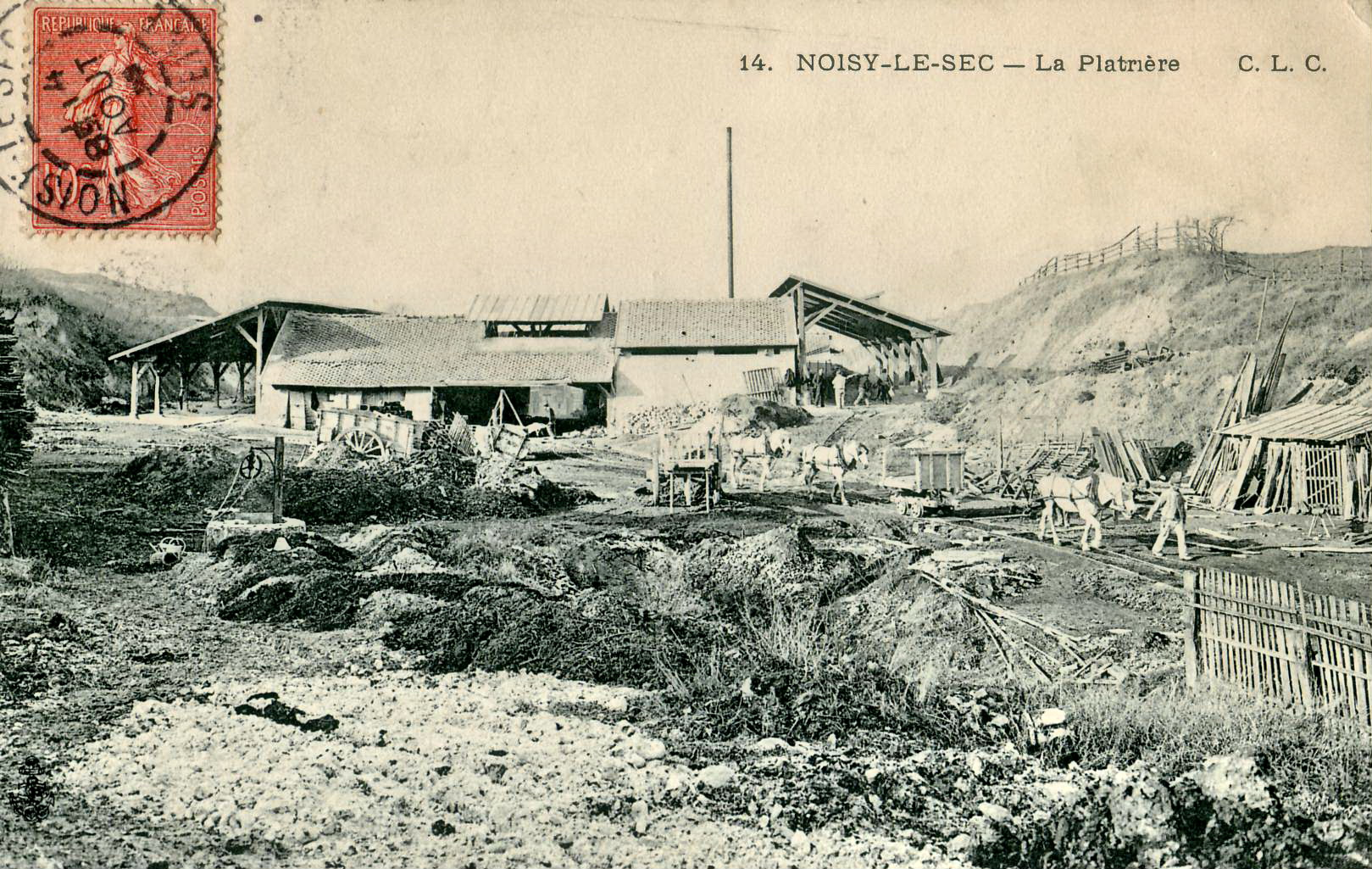
20世紀初頭の石膏切り出し場

1920年、鉄器時代の住居跡から陶器や動物の骨、一組の石でできた道具が発見された。270年頃に埋められたと推測される、300枚ものローマ帝国の硬貨が1911年に駅舎の下で見つかった。ノワジーには832年にヴィッラがあったと保証されている。
842年、ロタール2世はサン＝モール＝デ＝フォッセにある修道会の修道士たちに、ノワジーにあったすべての資産を授けた。998年に決定をロベール王も認めた。
1265年、イザベル・ド・ロマンヴィルは、シャトレーンにあるブドウ畑からあがる収入をサン＝ドニ修道院へ上納していた。フランス革命まで、ノワジーの領主はサン＝ドニ修道院であった。サン＝マルタン＝デ＝シャン修道院とノートルダム・ド・リヴリー修道院もノワジー＝ル＝セックに土地を所有し、封建領主権を行使していた。フィリップ4世時代、ノワジー＝ル＝セックは王の寵臣アンゲラン・ド・マリニーの領土であった。
1849年、パリ＝モー間、パリ＝ストラスブール間がフランス東部鉄道（fr）によって開設されると、ノワジー＝ル＝セックにも駅がつくられた。1882年までノワジー＝ル＝セック駅は操車場を備えていた。1896年の調査で、ノワジーには8105人の人口があった。グランド・サンチュールが乗り入れ、鉄道によって輸送手段が整えられると、石膏の切り出しが行われ100人の労働者が働いていた。その他にもコルセット工場、ビスケット製造、ファーバーの文房具といった産業が導入されたが、依然としてコミューン面積の319ヘクタールを農地が占め、園芸農業が行われていた。
1908年、東部鉄道会社はノワジーに工房を設置し、町の深い経済的重要性を帯び、鉄道労働者の町となっていった。1910年には新しい駅舎が完成した。ノワジー＝ル＝セック駅は1913年当時で年間150万人以上の乗降客がいた。1914年当時鉄道で働く労働者は2300人になっていた。第一次世界大戦の際、マルヌ会戦でも定期的に隊の輸送を行う国内最大の鉄道駅となった。
第二次世界大戦中のパリ地方は比較的破壊から免れていた。しかし58のコミューンは災害宣言を出した（ジュヌヴィリエ、サン＝モール＝デ＝フォッセ、クレテイユ、メゾン＝アルフォールなど）。ノワジーの鉄道ヤードも1944年4月18日の夜から19日にかけて、ノルマンディー上陸作戦に対するドイツ物流を遅らせようとした連合国側の爆撃にあい、大勢の死傷者が出、約2000世帯が破壊された。同じく、1944年8月5日に災害を宣言した。

## 交通
- 道路 - A86、A3
- 鉄道 - RER E線ノワジー＝ル＝セック駅。

## 姉妹都市
- ジェオル、モーリタニア
- アルガンダ・デル・レイ、スペイン
- サウス・タインサイド、イギリス

## 出身者
- アルバン・レムゾー：陸上競技選手
- ブバカリ・スマレ：サッカー選手
- セバスティアン・コルシア：サッカー選手